# Noémie Kocher
Noémie Kocher (* 18. November 1969 in Lausanne) ist eine schweizerisch-kanadische Schauspielerin und Drehbuchautorin. Sie lebt in Paris.

## Leben
Noémie Kocher wuchs in Kanada und in der Schweiz auf. In Paris wurde sie im Cours Florent zur Schauspielerin ausgebildet. Seit Anfang der 1990er Jahre ist sie als Filmschauspielerin in verschiedenen Ländern tätig, in Frankreich spielte sie auch Theater.
Seit 2007 betätigt sie sich auch als Drehbuchautorin. Für ihr Buch zu Ein Tag wurde sie 2008 für den Schweizer Filmpreis für das Beste Drehbuch nominiert.

## Filmografie (Auswahl)

### Schauspielerin
- 1993, 2002: Nestor Burmas Abenteuer in Paris (Nestor Burma; Fernsehserie, 2 Folgen)
- 1996–2008: Julie Lescaut (Fernsehserie, 7 Folgen)
- 1998: La dame du jeu
- 1998: Une femme d’honneur (Fernsehserie, 1 Folge)
- 2002: Liebe deinen Vater (Aime ton père)
- 2007: Ein Tag (1 Journée)
- 2008: Law & Order Paris (Fernsehserie, 1 Folge)
- 2009: Auf der Todesliste (La liste)
- 2010: Liebling, lass uns scheiden
- 2011: Doc Martin (Fernsehserie, 1 Folge)
- 2013: Plus belle la vie (Fernsehserie, 1 Folge)
- 2017–2020: Über die Grenze (Filmreihe, 4 Folgen)
- 2018: Happy Face
- 2018: Mary Higgins Clark: Mysteriöse Verbrechen (Collection Mary Higgins Clark, la reine du suspense; Fernsehserie, 1 Folge)
- 2021: Tatort: Der Herr des Waldes
- 2023: Schwarz wie Schnee 2 – Tod auf dem Gipfel (Morts au sommet)

### Drehbuch
- 2007: Ein Tag (1 Journée)
- 2018: Für meinen Glauben (Dévoilées)